# 云表镇
云表镇，是中华人民共和国广西壮族自治区南宁市横州市下辖的一个乡镇级行政单位。

## 行政区划
云表镇下辖以下地区：
云表社区、大良村、旺庄村、福塘村、甲俭村、邓圩村、宿龙村、南康村、山口村、站圩村、六河村、广平村、周璞村和飘竹村。